# Laguna Novegal
La laguna Novegal ou laguna Novejal est un lac situé en Colombie, dans le département de Guaviare, à la limite du département de Meta.

## Géographie
La laguna Novegal s'étend sur 4 km2 dans la municipalité de San José del Guaviare. De forme incurvée, elle est un bras mort du río Guaviare.